# .vc
vc. هو امتداد خاص بالعناوين الإلكترونية (نطاق) domain للمواقع التي تنتمي إلى سانت فينسنت والغرينادين.